# Hraše pri Preddvoru
Hraše pri Preddvoru je naselje u slovenskoj Općini Preddvoru. Hraše pri Preddvoru se nalazi u pokrajini Gorenjskoj i statističkoj regiji Središnjoj Sloveniji. 

## Stanovništvo
Prema popisu stanovništva iz 2002. godine naselje je imalo 25 stanovnika.